# Uttar Goara
Uttar Goara là một thị trấn thống kê (census town) của quận Barddhaman thuộc bang Tây Bengal, Ấn Độ.

## Nhân khẩu
Theo điều tra dân số năm 2001 của Ấn Độ, Uttar Goara có dân số 6972 người. Phái nam chiếm 51% tổng số dân và phái nữ chiếm 49%. Uttar Goara có tỷ lệ 63% biết đọc biết viết, cao hơn tỷ lệ trung bình toàn quốc là 59,5%: tỷ lệ cho phái nam là 71%, và tỷ lệ cho phái nữ là 55%. Tại Uttar Goara, 12% dân số nhỏ hơn 6 tuổi.